# 1989년 국기 목록

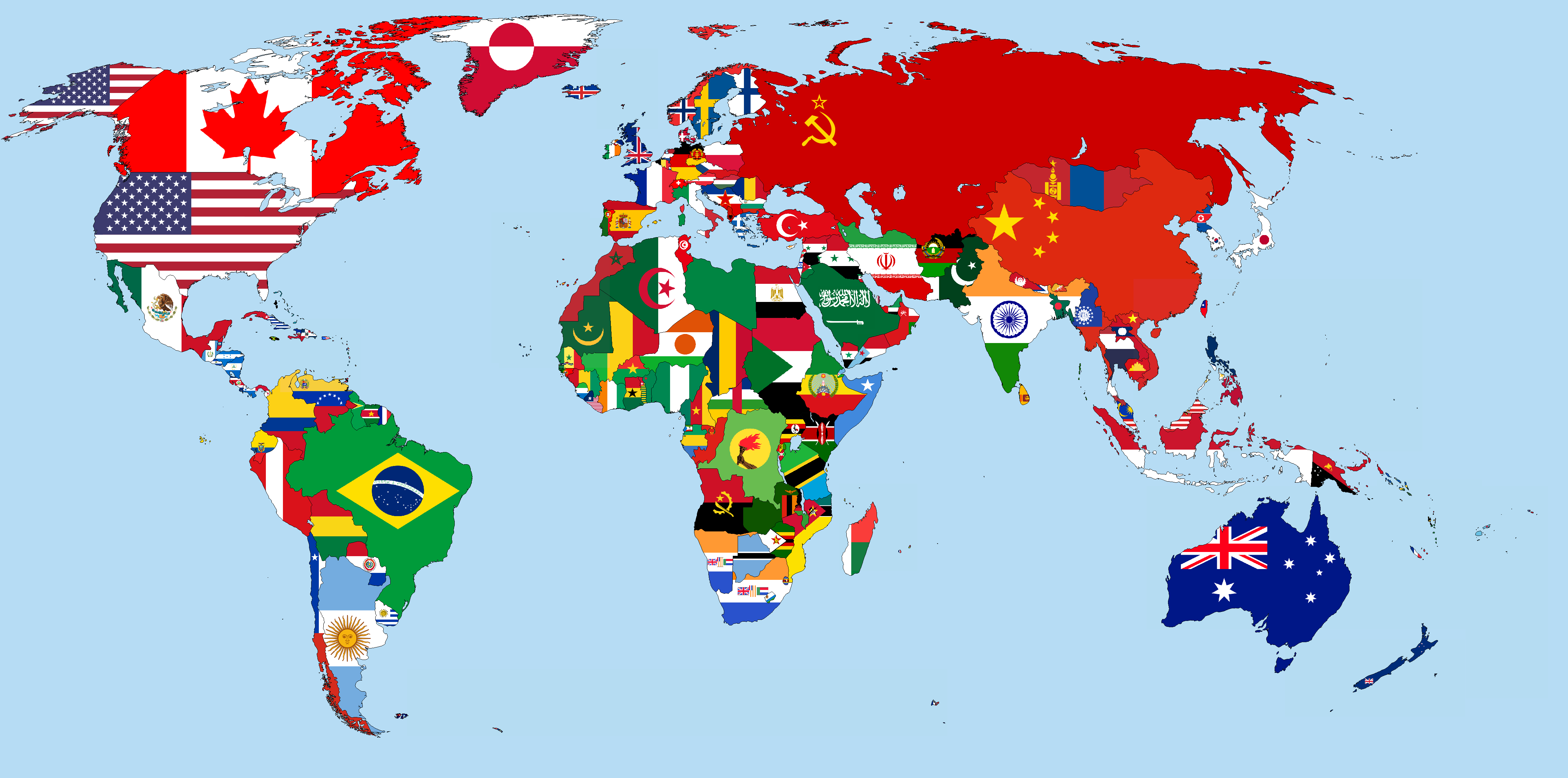
1989년도의 세계 지도.

이 문서는 1989년의 국기 목록이다.

## 가

가나의 국기
가봉의 국기
가이아나의 국기
감비아의 국기
건지섬의 국기
과들루프의 국기
과테말라의 국기
괌의 국기
그레나다의 국기
그루지야 소비에트 사회주의 공화국의 국기
그리스의 국기
그린란드의 국기
기니의 국기
기니비사우의 국기

## 나

나미비아의 국기
나우루의 국기
나이지리아의 국기
남아프리카 공화국의 국기
남예멘의 국기
네덜란드의 국기
네덜란드령 안틸레스의 국기
네팔의 국기
노르웨이의 국기
노퍽섬의 국기
누벨칼레도니의 국기
뉴질랜드의 국기
니우에의 국기
니제르의 국기
니카라과의 국기

## 다

대리비아 아랍 사회주의 인민 자마히리야국의 국기
대한민국의 국기
덴마크의 국기
도미니카 공화국의 국기
도미니카 연방의 국기
동독의 국기
동티모르주의 국기

## 라

라오스의 국기
라이베리아의 국기
라트비아 소비에트 사회주의 공화국의 국기
러시아 소비에트 연방 사회주의 공화국의 국기
레바논의 국기
레소토의 국기
레위니옹의 국기
루마니아 사회주의 공화국의 국기
룩셈부르크의 국기
르완다의 국기
리투아니아 소비에트 사회주의 공화국의 국기
리히텐슈타인의 국기

## 마

마다가스카르의 국기
마데이라 제도의 국기
마르티니크의 국기
마셜 제도의 국기
마요트의 국기
마케도니아 사회주의 공화국의 국기
말라위의 국기
말레이시아의 국기
말리의 국기
맨섬의 국기
멕시코의 국기
모나코의 국기
모로코의 국기
모리셔스의 국기
모리타니의 국기
모잠비크의 국기
몬테네그로 사회주의 공화국의 국기
몬트세랫의 국기
몰도바 소비에트 사회주의 공화국의 국기
몰디브의 국기
몰타의 국기
몽골 인민공화국의 국기
미국의 국기
미국령 버진아일랜드의 국기
미얀마의 국기
미크로네시아 연방의 국기

## 바

바누아투의 국기
바레인의 국기
바베이도스의 국기
바티칸 시국의 국기
바하마의 국기
방글라데시의 국기
버뮤다의 국기
베냉의 국기
베네수엘라의 국기
베트남의 국기
벨기에의 국기
벨로루시 소비에트 사회주의 공화국의 국기
벨리즈의 국기
보네르섬의 국기
보스니아 헤르체고비나 사회주의 공화국의 국기
보츠와나의 국기
볼리비아의 국기
부룬디의 국기
부르키나파소의 국기
부탄의 국기
북마리아나 제도의 국기
북아일랜드의 국기
북예멘의 국기
북키프로스의 국기
불가리아의 국기
브라질의 국기
브루나이의 국기

## 사

사모아의 국기
사바섬의 국기
사하라 아랍 민주 공화국의 국기
사우디아라비아의 국기
산마리노의 국기
상투메 프린시페의 국기
생마르탱의 국기
생바르텔레미의 국기
생피에르 미클롱의 국기
서독의 국기
세네갈의 국기
세이셸의 국기
세인트루시아의 국기
세인트빈센트 그레나딘의 국기
세인트키츠 네비스의 국기
세인트헬레나의 국기
소련의 국기
소말리아 민주공화국의 국기
솔로몬 제도의 국기
수단의 국기
수리남의 국기
스리랑카의 국기
스웨덴의 국기
스와질란드의 국기
스위스의 국기
스코틀랜드의 국기
스페인의 국기
슬로베니아의 국기
시리아의 국기
시에라리온의 국기
신트마르턴의 국기
신트외스타티위스섬의 국기
싱가포르의 국기

## 아

아랍에미리트의 국기
아루바의 국기
아르메니아 소비에트 사회주의 공화국의 국기
아르헨티나의 국기
아메리칸사모아의 국기
아소르스 제도의 국기
아이슬란드의 국기
아이티의 국기
아일랜드의 국기
아제르바이잔 소비에트 사회주의 공화국의 국기
안도라의 국기
알바니아의 국기
알제리의 국기
앙골라 인민공화국의 국기
앤티가 바부다의 국기
앵귈라의 국기
에스토니아 소비에트 사회주의 공화국의 국기
에콰도르의 국기
에티오피아의 국기
엘살바도르의 국기
영국의 국기
영국령 버진아일랜드의 국기
영국령 홍콩의 국기
오만의 국기
오스트레일리아의 국기
오스트리아의 국기
온두라스의 국기
올란드 제도의 국기
왈리스 푸투나의 국기
요르단의 국기
우간다의 국기
우루과이의 국기
우즈베크 소비에트 사회주의 공화국의 국기
우크라이나 소비에트 사회주의 공화국의 국기
유고슬라비아 사회주의 연방공화국의 국기
웨일스의 국기
이라크의 국기
이란의 국기
이스라엘의 국기
이집트의 국기
이탈리아의 국기
인도의 국기
인도네시아의 국기
일본의 국기
잉글랜드의 국기

## 자

자메이카의 국기
자이르의 국기
잠무 카슈미르주의 국기
잠비아의 국기
저지섬의 국기
적도 기니의 국기
조선민주주의인민공화국의 국기
중앙아프리카 공화국의 국기
중화민국의 국기
중화인민공화국의 국기
지부티의 국기
지브롤터의 국기
짐바브웨의 국기

## 차

차드의 국기
체코슬로바키아의 국기
칠레의 국기

## 카

카메룬의 국기
카보베르데의 국기
카자흐 소비에트 사회주의 공화국의 국기
카타르의 국기
캄푸치아 인민공화국의 국기
캐나다의 국기
케냐의 국기
케이맨 제도의 국기
코모로의 국기
코스타리카의 국기
코트디부아르의 국기
콜롬비아의 국기
콩고 인민공화국의 국기
쿠바의 국기
쿠웨이트의 국기
쿡 제도의 국기
퀴라소의 국기
크로아티아 사회주의 공화국의 국기
키르기스 소비에트 사회주의 공화국의 국기
키리바시의 국기
키프로스의 국기

## 타

타지크 소비에트 사회주의 공화국의 국기
탄자니아의 국기
태국의 국기
태평양 제도 신탁통치령의 국기
터크스 케이커스 제도의 국기
터키의 국기
토고의 국기
통가의 국기
투르크멘 소비에트 사회주의 공화국의 국기
투발루의 국기
튀니지의 국기
트리니다드 토바고의 국기

## 파

파나마의 국기
파라과이의 국기
파키스탄의 국기
파푸아뉴기니의 국기
팔라우의 국기
팔레스타인의 국기
페로 제도의 국기
페루의 국기
포르투갈의 국기
포르투갈령 마카오의 국기
포클랜드 제도의 국기
폴란드의 국기
푸에르토리코의 국기
프랑스의 국기
프랑스령 기아나의 국기
프랑스령 폴리네시아의 국기
피지의 국기
핀란드의 국기
필리핀의 국기
핏케언 제도의 국기

## 하

헝가리 인민공화국의 국기

## 같이 보기
- 나라 목록
- 국기 목록
- 국장 목록
- 국가 목록
- 나라 표어 목록